# Sempronia de magistratibus
La lex Sempronia de magistratibus va ser una antiga llei romana proposada per Gai Semproni Grac l'any 123 aC. Declarava inhàbil per exercir magistratures a les persones a les que el poble havia privat de la magistratura que havia obtingut. Sembla que finalment el mateix Semproni Grac va retirar la llei o la va revocar a petició de la seva mare, que va intercedir per Marc Octavi, afectat per aquesta llei.